# 유단 (평통후)
유단(劉旦, ? ~ ?)은 전한 말기의 제후로, 동평사왕의 손자이자 율향경후 유호의 아들이다.

## 행적
원시 원년(1년), 평통후(平通侯)에 봉해졌으나, 전한이 멸망하고 신나라가 건국되면서 작위가 소멸되었다.

## 출전
- 반고, 《한서》 권15하 왕자후표 下

| 선대 (첫 봉건) | 전한의 평통후 1년 2월 병진일 ~ 8년 | 후대 (전한 멸망) |